# Liste bedeutender Typografen
Diese Liste enthält die Namen bedeutender lebender und verstorbener Typografen. Wenn diese Typografen auch als Schriftentwerfer (engl.: Typedesigner) tätig waren oder sind, werden die wichtigsten von ihnen entworfenen Schriften zusätzlich in Kursiv vermerkt.

## A
- Aicher, Otl (Schriften: Rotis)
- Arpke, Otto (Schriften: Arpke Antiqua)

## B
- Baruch, Franzisca  (Schriften: Stam und Schocken)
- Baskerville, John (Schriften: Baskerville)
- Bauer, Johann Christian
- Bauer, Konrad Friedrich (Schriften: Folio, Imprimatur)
- Baum, Walter (Schriften: Folio, Imprimatur)
- Baumeister, Willi
- Bayer, Herbert (Schriften: Bayer-Type)
- Behrens, Peter (Schriften: Behrens-Schrift, Behrens-Fraktur, Behrens-Antiqua)
- Benguiat, Ephram Edward (Schriften: Benguiat, Souvenir)
- Benton, Linn Boyd
- Benton, Morris Fuller
- Bernhard, Lucian (Schriften: Lucian, Bernhard-Modern, Bernhard-Antiqua, -Schönschrift, u. a.)
- Berthold, Hermann
- Bill, Max
- Blumenthal, Joseph (Schriften: Monotype Emerson)
- Bodoni, Giambattista (Schriften: Bodoni)
- Bohn, Hans (Schriften: Mondial)
- Boom, Irma
- Breitkopf, Johann Gottlob Immanuel (Schriften: Breitkopf-Fraktur)
- Brody, Neville

## C
- Caflisch, Max
- Carnase, Tom
- Carson, David
- Caslon, William (Schriften: Caslon)
- Cassandre, A. M.
- Colines, Simon de

## D
- Derriey, Charles
- Didot, Firmin
- Didot, François Ambroise
- van Dijck, Christoffel
- Dollen, Gerben (Schriften: Actium)
- Dreyfus, John G.
- Dürer, Albrecht
- Dwiggins, Williams Addison (Schriften: Metroblack, Metrolite)

## E
- Ehmcke, Fritz Helmuth (Schriften: Ehmcke-Latein, -Fraktur, -Rustika, u. a.)
- Ehrlich, Franz
- Erbar, Jakob (Schriften: Candida, Erbar-Grotesk)
- Excoffon, Roger (Schriften: Choc, Mistral, Diane, Banco, Calypso, Antique Olive)

## F
- Faulhaber, Erik (Schriften: Frutiger Next, Compatil, Milano, Vialog)
- Fleischmann, Gerd
- Fleischmann, Johann Michael (Schriften: Fleischmann Antiqua, Fleischmann Gotisch Duyts)
- Frutiger, Adrian (Schriften: Méridien, Univers, Egyptienne F, Concorde, Serifa, OCR-B, Roissy, Métro, Frutiger, Avenir)
- Fournier, Pierre Simon 1737, Abhandlung über „Das Typographische Maß“; (Schriften: variable Typen für den Musiknotendruck, Renaissance-Antiqua, Fournier-Monotype)
- Friedlaender, Henri (Schriften: Hadassah)

## G
- Garamond, Claude (Schriften: Garamond)
- Gill, Eric (Schriften: Gill Sans, Perpetua, Joanna)
- Gossow, Karl
- Goudy, Frederic William (Schriften: Goudy Old Style)
- Grasset, Eugène (Schrift: Grasset)
- Griffo, Francesco (Schriften: Bembo, Poliphilus, Griffo)
- Groot, Lucas de (Schriften: Thesis-Familie [The Sans, The Mix, The Serif], The Antiqua, Sun, Spiegel Sans, Corpid)
- Gubig, Matthias
- Gutenberg, Johannes (Erfinder des Buchdrucks)

## H
- Hammer, Victor (Schriften: Hammer Unziale, Samson, Pindar, American Unziale, Andromatique)
- Haus, Reinhard (Schriften: Guardi)
- Heine, Frank
- Hochuli, Jost

## I
- Isbell, Richard (Schriften: Americana, Isbell)
- Ivir, Milo (Schriften: Gotharda)

## J
- Jannon, Jean (Barockschriften, Urvater einiger digitaler „Garamond“-Derivate)
- Jenson, Nicolas (Schriften: Jenson)
- Johnston, Edward (Schriften: Hamlet-Type, Imprint)

## K
- Kapr, Albert (Schriften: Faust-Antiqua, Faust-Kursiv, Leipziger Antiqua, Leipziger Kursiv, Magma kyrillisch, Prillwitz Antiqua und Kursiv)
- Kis, Mikolós Tótfalusi (Schriften: Kis-Antiqua [häufig fälschlicherweise auch: Janson])
- Klingspor, Karl
- Koch, Rudolf (Schriften: Neuland, Kabel, Claudius, Koch-Fraktur, Koch-Antiqua, Wallau, Frühling)
- van Krimpen, Jan (Schriften: Haarlemmer, Spectrum)
- Kroeger, Craig (Schriften: hooge, kroeger, standard)

## L
- Lange, Günter Gerhard (Schriften: Solemnis, Boulevard, Champion, Concorde, AG Buch, Franklin-Antiqua, Berthold Script, Berthold Imago, Bodoni Old Face)
- Lange, Karl-Heinz (Schriften: Publica)
- Luidl, Philipp
- Lutz, Hans-Rudolf (Piktogramme, Schriftkunst)

## M
- Majoor, Martin (Schriften: FF Scala)
- Manutius, Aldus
- Mardersteig, Giovanni (Schriften: Dante, Zeno, Griffo)
- Meier, Hans Eduard (Schriften: Syntax)
- Mendoza y Almeida, José (Schriften: Pascal, Photina)
- Menhart, Aldrich
- Meyer, Erich
- Middleton, Robert Hunter (Schriften: Eusebius, Delphian Open Title, Record Gothic, Tempo)
- Miedinger, Max (Schriften: Helvetica)
- Möllenstädt, Bernd (Schrift: Formata)
- Morison, Stanley (Schriften: Times New Roman)
- Morris, William

## N
- Novarese, Aldo (Schriften: Augustea, Microgramma, Stop, Novarese)

## P
- Plantin, Christoph
- Plata, Walter
- Pool, Albert-Jan (Schriften: URW Imperial, URW Linear, URW Mauritius, FF DIN, FF-OCR-F)
- Post, Herbert (Schriften: Post-Antiqua, Post-Fraktur, Dynamik)
- Pott, Gottfried
- Prillwitz, Johann Carl Ludwig

## R
- Reiner, Imre (Schriften: Symphonie, Corvinus)
- Renner, Paul (Schriften: Futura, Ballade, Renner-Antiqua)
- Rogers, Bruce (Schriften: Centaur, Arrighi)
- Rohse, Otto
- Ruder, Emil

## S
- Salden, Georg (Schrift: Polo GST)
- Schmid, Helmut
- Schmidt, Wolfgang
- Schmidt, Joost
- Schmidt Rhen, Helmut
- Schneidler, Friedrich Hermann Ernst (Schriften: Schneidler-Schwabacher, Schneidler-Fraktur, Werklatein, Deutsch-Römisch, Legende, Zentenar-Fraktur, Schneidler-Mediaeval, Amalthea)
- Schöffer, Peter („Nachfolger“ Gutenbergs)
- Schönsperger, Johann
- Schuitema, Paul
- Schwerdtner, Willy (Schriften: Mundus)
- Schüle, Ilse (Schriften: Rhapsodie)
- Sichowsky, Richard von
- Slimbach, Robert (Schriften: Adobe Garamond, Minion, Slimbach, Poetica, Myriad [in Zusammenarbeit mit Carol Twombly], Adobe Jenson)
- Spiekermann, Erik (Schriften: FF Meta, ITC Officina, FF Info, FF Unit, DB Type)
- Spitzer, Moshe
- Stone, Sumner (Schriften: Stone Sans, Stone Informal, Silica)

## T
- Tiemann, Walter (Schriften: Tiemann-Mediaeval, Orpheus, Daphnis, Gotisch, Tiemann-Antiqua, Kleist-, Fichte-Fraktur)
- Thannhaeuser, Herbert
- Torniello, Francesco (veröffentlichte 1517 die erste schriftliche geometrische Spezifikation einer Schriftart für lateinische Buchstaben)
- Tschichold, Jan (Schriften: Sabon)
- Trump, Georg (Schriften: City [1930], Trump Deutsch [1935], Schadow [1937–1945]; Delphin [1951 I/1955 II], Trump Mediaeval [1954–1962], Codex [1955], Time Script [1956], Jaguar [1964])
- Twombly, Carol (Schriften: Lithos, Trajan, Charlemagne, Caslon [Adobe], Myriad [in Zusammenarbeit mit Robert Slimbach])

## U
- Unger, Gerard (Schriften: Demos, Praxis, Flora, Swift, Amerigo)
- Unger, Johann Friedrich (Schriften: Unger-Fraktur)

## W
- Wagner, Leonhard
- Walbaum, Justus Erich (Schriften: Walbaum, Walbaum Fraktur)
- Weidemann, Kurt (Schriften: Biblica/ITC Weidemann [1979/1983], Corporate A.S.E [1985–89])
- Weingart, Wolfgang
- Weiß, Emil Rudolf (Schriften: Weiß-Antiqua, Rundgotisch)
- Willberg, Hans Peter
- Wolf, Rudolf (Schriften: Memphis)
- Wolpe, Berthold (Schriften: Hyperion, Albertus, Tempest, Sachsenwald, Pegasus, Decorata)
- Wunderlich, Gert (Schriften: Antiqua 58, Maxima)

## Z
- Zapf, Hermann (Schriften: AMS Euler, Gilgengart, Palatino, Melior, Optima, Comenius, Zapf Chancery, Zapf-Dingbats, Zapfino)
- Zapf-von Hesse, Gudrun (Schriften: Diotima [1952], Smaragd [1953], Ariadne [1954], Shakespeare [1968], Carmina [1986], Nofret [1986], Alcuin [1991], Christiana [1991], Colombine [1991])
- Zwart, Piet